# جزر البحيرات

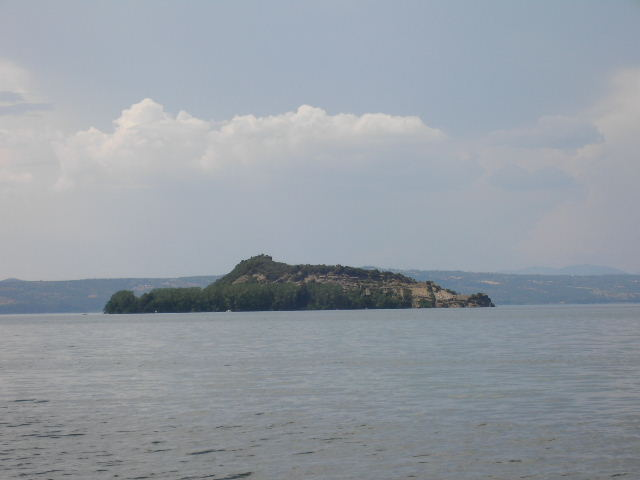
جزيرة مارتانا في بحيرة بولسينا بإيطاليا

جزيرة البحيرة هي كتلة من اليابسة تقع داخل بحيرة. إنه نوع من الجزر الداخلية. قد تتكون جزر البحيرة من أرخبيل جزر في بحيرة.

## التكوُن
قد تتكون جزر البحيرة بطرق مختلفة فقد تتشكل بسبب تراكم الترسيب مثل المياه الضحلة، وتصبح جزرًا حقيقية من خلال تغيرات مستوى مياه البحيرة. ربما كانوا في الأصل جزءًا من شاطئ البحيرة، وانفصلوا عنها بسبب التعرية، أو ربما تُركوا كجزء عالي في وسط البحيرة عندما تشكلت البحيرة من خلال ارتفاع اما في مستوى نهر أو أي مجرى مائي اخر (إما بشكل طبيعي أو صناعي من خلال إنشاء السدود أو بحيرة). عند إنشاء بحيرة جليدية، يمكن أن يشكل الركام الجليدي جزيرة. قد تكون قد تشكلت أيضًا من خلال الزلازل أو سقوط النيازك أو البراكين. في الحالة الأخيرة، توجد فوهة بركان أو جزر كالديرا، مع ارتفاعات بركانية جديدة في البحيرات التي تشكلت في فوهات البراكين الكبيرة. تشمل جزر البحيرات الأخرى طبقات سريعة الزوال من النباتات العائمة، والجزر التي تكونت صناعياً بواسطة نشاط البشر.

### الحفر البركانية وجزر بحيرة كالديرا

كالديرا من كويكوشا في الإكوادور

قد تتكون البحيرات احيانا في المنخفضات الدائرية للحفر البركانية. عادة ما تكون هذه الفوهات عبارة عن احواض دائرية أو بيضاوية حول الفتحة أو الفتحات التي تنفجر منها الصهارة. يؤدي ثوران بركاني كبير في بعض الاحيان إلى تكوين كالديرا، بسبب انهيار غرفة الصهارة تحت البركان. إذا تم إخراج ما يكفي من الصهارة، فان الغرفة المفرغة غير قادرة على تحمل وزن البركان، ويتطور كسر دائري تقريبا، صدع الحلقة، حول حافة الغرفة. ينهار مركز البركان داخل الكسر الحلقي، مما يخلق انخفاضا على شكل حلقة. بعد فترة طويلة من ثوران البركان، قد تمتلئ هذه الكالديرا بالمياه لتصبح بحيرة. إذا استمر النشاط البركاني أو عاد من جديد، فقد يرتفع مركز الكالديرا على شكل قبة صاعدة، ليصبح جزيرة بحيرة فوهة البركان. على االرغم من الحفر وتتشكل بطرق مختلفة، غالبا ما يتم تجاهل التمييز بين الاثنين في الظروف غير الفنية ويستخدم مصطلح بحيرة فوهة البركان على نطاق واسع للبحيرات المتكونة في كل من الحفر والكالديرا. فيما يلى قائمة بجزر بحيرة فوهة البركان أو البارزة:
- محمية فلورا جزيرة لا كوروتا في لاجونا دي لا كوتشا، كولومبيا
- جزر تيودورو وولف وييروفي في بحيرة كويكوتشا، الإكوادور
- جزيرة تيوبان في بحيرة كواتبيكي، السلفادور
- جزيرة كويمداس في بحيرة ايوبانجو، السلفادور
- جزيرة ساموسير في بحيرة توبا، سومطرة، إندونيسيا
- جزر بيسنتينا ومارتانا في بحيرة بولسينا بإيطاليا
- جزيرة كامويشو في بحيرة ماشو، هوكايدو، اليابان
- جزيرة ناكانو في بحيرة تويا، هوكايدو، اليابان
- جزيرة موكويا في بحيرة روتوروا، الجزيرة الشمالية، نيوزيلندا
- جزيرة موتوتايكو في بحيرة تابو، الجزيرة الشمالية، نيوزيلندا
- جزيرتان في بحيرة داكاتاوا، في كالديرا داكاتاوا، مقاطعة غرب بريطانيا الجديدة، بابوا غينيا الجديدة
- جزيرة البركان في بحيرة تال، لوزون، الفلبين (وفولكان بوينت في بحيرة كريتر على جزيرة البركان)
- جزر سامانغ، تشياتشي، سيردتسي (القلب)، نزكي (منخفض)، وجلينياني (كلاي) في بحيرة كوريلي، كامتشاتكا، روسيا
- جزر لاهي، وموليمولي، وسيي، وأعلي في بحيرة فاي لاهي، ونيوافو، وتونغا
- جزيرة ميكي داغي في بحيرة ميكي جولو الحفرة، تركيا
- جزيرة حدوة الحصان (مغمورة الآن) في بحيرة فوهة بركان جبل كاتماي، ألاسكا، الولايات المتحدة
- جزيرة الساحر والسفينة الوهمية في بحيرة كريتر، أوريغون، الولايات المتحدة

### تأثير الحفرة على الجزر
تعتبر الفوهات الصدمية، التي تكونت عن طريق اصطدام النيازك أو المذنبات بالارض، غير شائعة نسبيا، وغالبا ما تتآكل بشدة أو تدفن بعمق. ومع ذلك، فإن العديد منها يحتوي على بحيرات. عندما تكون فوهة الاصطدام معقدة، تظهر قمة مركزية من ارضية الفوهة. في حال وجود بحيرة، قد تكسر هذه القمة المركزية سطح الماء كجزيرة. في حالات أخرى، ربما تسببت العمليات الجيولوجية الأخرى في بقاء بحيرة حلقية على شكل حلقة فقط من الثأثير، مع احتلال جزيرة مركزية كبيرة المساحة المتبقية من الحفرة. أكبر جزيرة حفرة تأثير في العالم (وثاني أكبر جزيرة بحيرة في العالم من أي نوع) هي جزيرة رينيه ليفاسور في بحيرة مانيكواجان في كندا. جزيرة سانشان في بحيرة تاي في الصين، هي أيضا امثلة لجزر فوهة البركان، وكذلك الجزر في بحيرات كليرووتر الكندية وجزر سليت في بحيرة سوبيريور، أيضا في كندا. تشكلت جزيرة سوليرون في بحيرة سيلجان بالسويد وجزيرة غير مسماة في بحيرة كاراكول في طاجيكستان نتيجة اصطدام نيزك.

### الجزر العائمة
الجزر العائمة

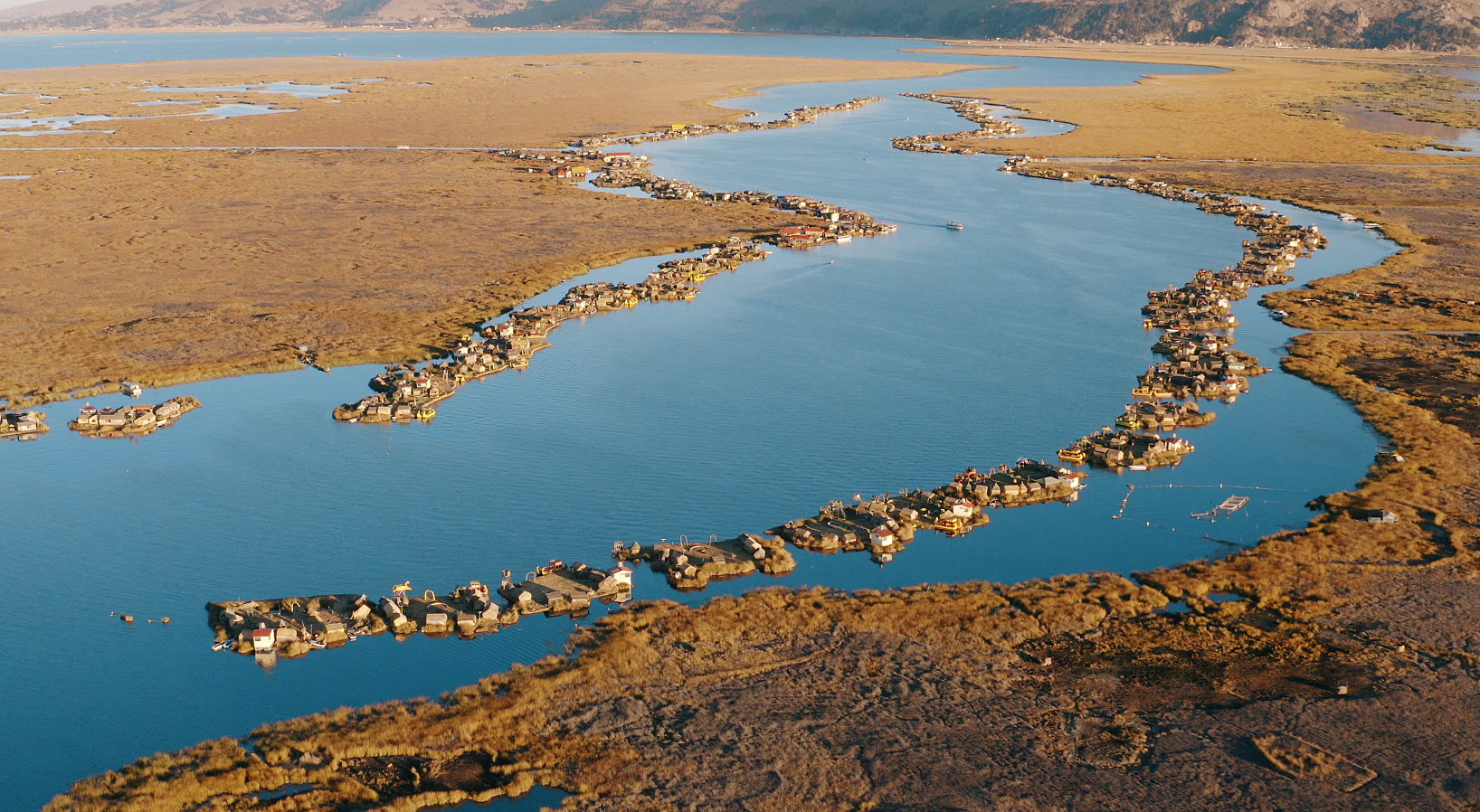
عاش شعب أورو على جزر أوروس العائمة على بحيرة تيتيكاكا لعدة قرون

يستخدم مصطلح الجزيرة العائمة احيانا في التعبير عن تراكمات النباتات التي تطفو داخل مسطح مائي. بسبب نقص في التيارات والمد والجزر، توجد في البحيرات احيانا أكثر مما توجد في الانهار أو البحار المفتوحة. قد ترتفع الكتل الخثية من المواد النباتية من ارضيات البحيرة الضحلة بسبب تراكم الغازات نتيجة للتحلل، غالبا تطفو لفترات طويلة، لتصبح جزرا سريعة الزوال حتى يزول الغاز بدرجة كافية لعودة الغطاء النباتي إلى قاع البحيرة.

### جزر اصطناعية
الجزر الاصطناعية أو التي من صنع الإنسان هي جزر تم انشاؤها بواسطة النشاط البشري بدلا من تشكيلها بالوسائل الطبيعية. قد يتم انشاؤها بالكامل من قبل البشر أو توسيعها من الجزر أو الشعاب المرجانية الموجودة، أو تكونت من خلال الانضمام إلى الجزر الصغيرة الموجودة، أو قطعها من البر الرئيسي (مثل قطع برزخ شبه جزيرة). للجزر الاصطناعية تاريخ طويل، يعود تاريخه إلى اذرع ما قبل التاريخ في بريطانيا وأيرلندا، وجزر أورو التقليدية العائمة في بحيرة تيتيكاكا في أمريكا الجنوبية. تشمل الجزر الاصطناعية البارزة في وقت مبكر مدينة الازتك تينوشتيتلان، في موقع مكسيكو سيتي. على الرغم من انها ناتجة من الناحية الفنية عن النشاط البشري، الا ان الجزر تشكلت من قمم التلال بسبب الفيضانات المتعمدة للوديان (كما في إنشاء مشاريع الطاقة الكهرومائية والخرانات) لا تعتبر جزرا اصطناعية.

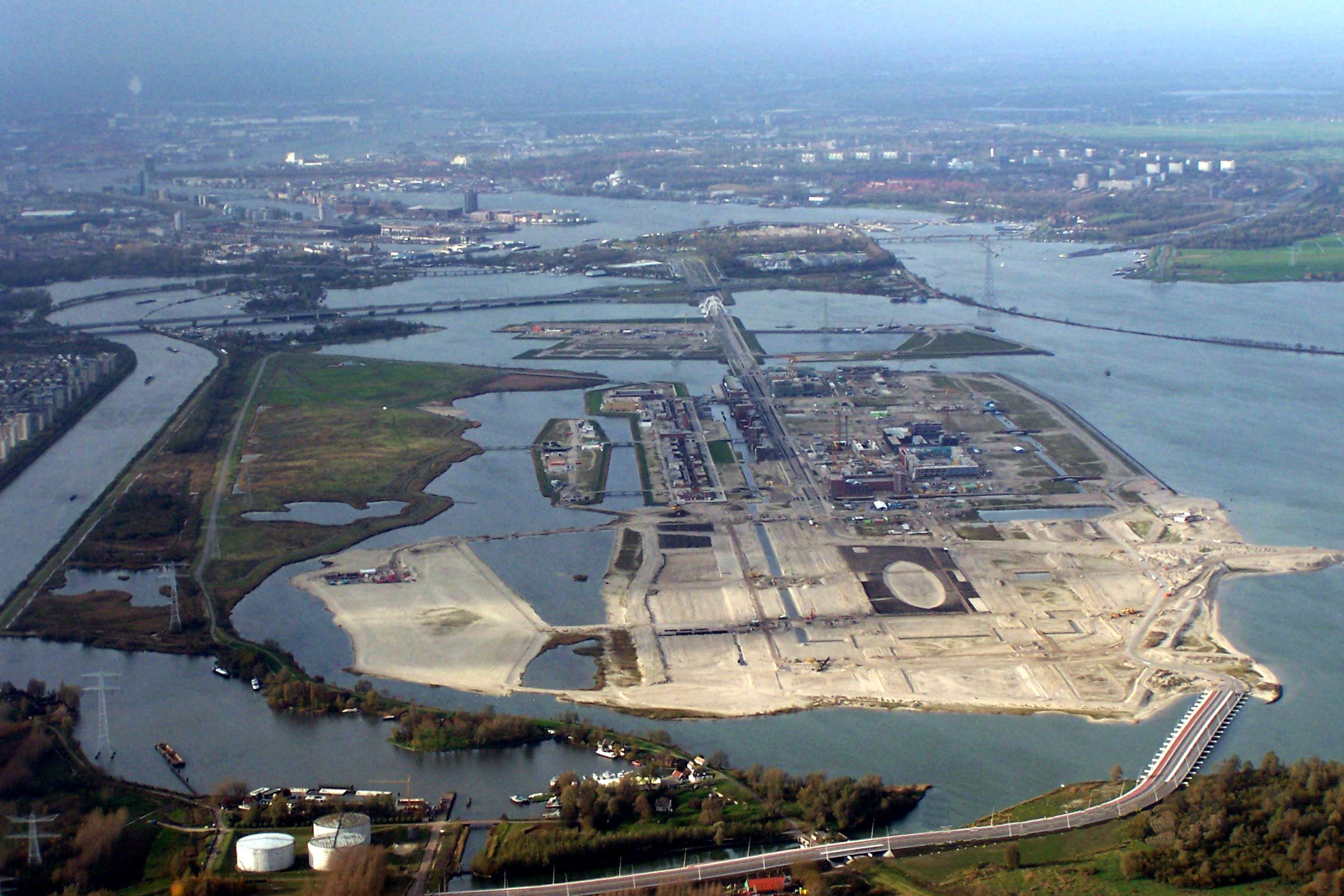
جزيرة ايجبورغ الاصطناعية، أمستردام، هولندا

تم بناء الجزر الاصطناعية لاغراض عديدة، بدءا من الحماية من الفيضانات إلى محطات الهجرة أو الحجر (العزل) الصحي، تشمل أيضا توسعة اماكن المعيشة أو مراكز النقل في الاماكن المكتظة بالسكان، كما تم تطوير الأراضي الزراعية من خلاص استصلاح الأراضي المستصلحة في هولندا والدول المنخفضة الأخرى.
تشمل الامثلة الحديثة البارزة لجزر البحيرة الاصطناعية الأراضي الهولندية المستصلحة من البحر، جزيرة ايجبورغ في امستردام، وجزيرة فلامينجو في سد كامفرز في جنوب افريقيا. على مساحة 948 كيلومتر مربع (366 ميل مربع)، تعد فليفوبولدر في بحيرة ايليسمير أكبر جزيرة اصطناعية في العالم

## قوائم جزر البحيرة

### جزر البحيرة المتكونة طبيعيا حسب المنطقة
يوجد عدد قليل من البحيرات الطبيعية المتكونة التي تزيد مساحتها عن 270 كيلومتر مربع (100 ميل مربع). من بين هؤلاء، خمسة بحيرات تقع في البحيرات العظمى بامريكا الشمالية، وثلاثة في البحيرات الافريقة الكبرى، وواحدة في أكبر بحيرة في امريكا الوسطى، وواحدة تكونت بفعل رابع أكبر ثأثير بركاني في العالم، وواحدة في أكبر بحيرة (حجما) في العالم.

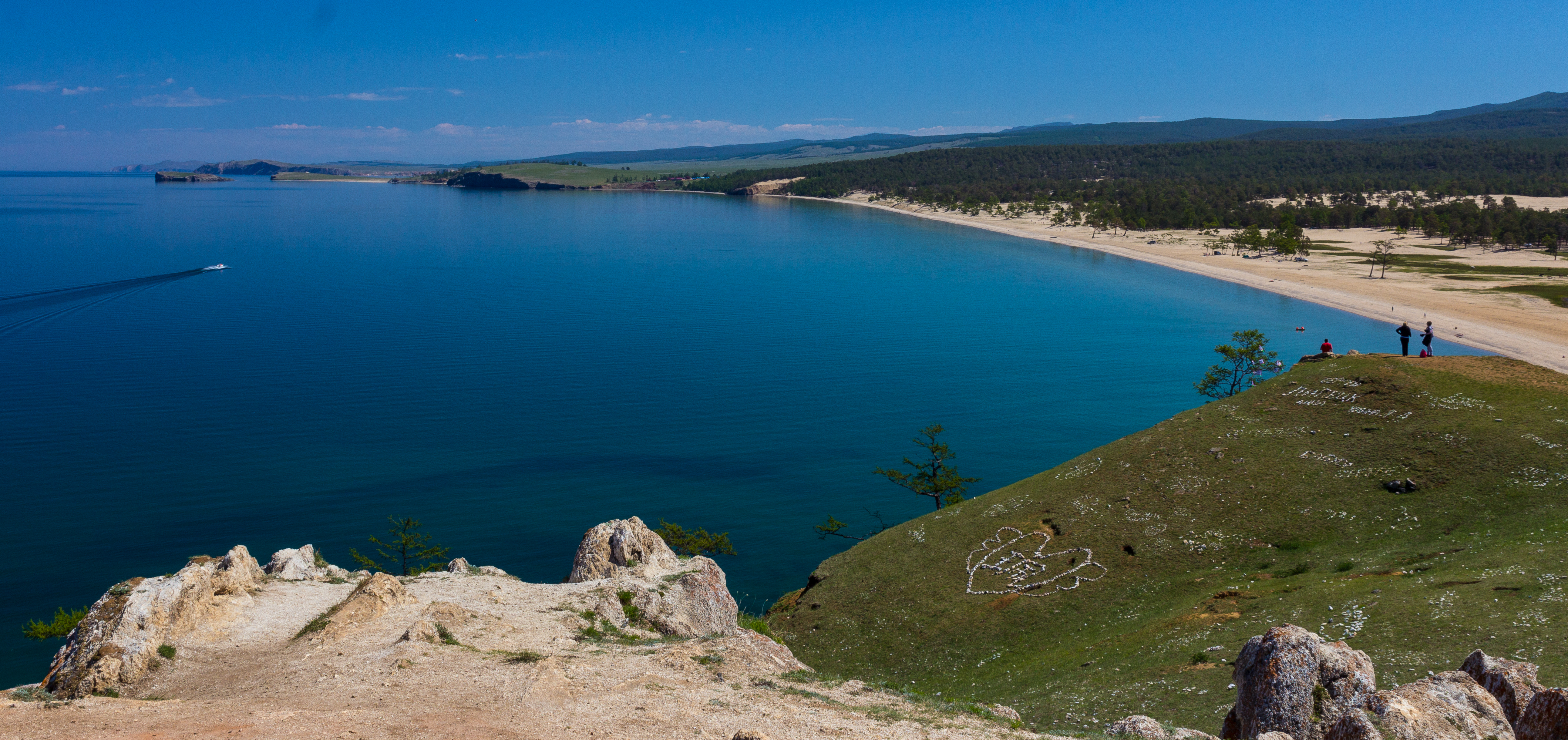
ساحل جزيرة أولخون على بحيرة بايكال

1. جزيرة مانيتولين في بحيرة هورون، كندا - 2,766 كيلومتر مربع (1,068 ميل2) [2]
2. جزيرة رينيه ليفاسور في خزان مانيكواغان، كيبيك، كندا - 2,000 كيلومتر مربع (770 ميل2) . [2] أصبحت جزيرة اصطناعية عندما غمر خزان مانيكواغان في عام 1970، ودمج بحيرة موشالاجان على الجانب الغربي وبحيرة مانيكواغان على الجانب الشرقي.
3. أولخون في بحيرة بايكال، روسيا - 730 كيلومتر مربع (280 ميل2) [2]
4. جزيرة رويال في ليك سوبيريور، الولايات المتحدة - 541 كيلومتر مربع (209 ميل2) [2]
5. جزيرة اوكيريوي في بحيرة فيكتوريا، تنزانيا - 530 كيلومتر مربع (200 ميل2) [2]
6. جزيرة سانت جوزيف في بحيرة هورون، كندا - 365 كيلومتر مربع (141 ميل2) [2]
7. جزيرة دروموند في بحيرة هورون، الولايات المتحدة - 347 كيلومتر مربع (134 ميل2) [2]
8. إدجوي في بحيرة كيفو، جمهورية الكونغو الديمقراطية - 285 كيلومتر مربع (110 ميل2) [2]
9. جزيرة أومتيبي في بحيرة نيكاراغوا، نيكاراغوا - 276 كيلومتر مربع (107 ميل2) [3]
10. جزيرة بوجالا في بحيرة فيكتوريا، أوغندا - 275 كيلومتر مربع (106 ميل2) [3]
11. جزيرة سانت إجناس في بحيرة سوبيريور، كندا - 274 كيلومتر مربع (106 ميل2) [3]

ملحوظة:
- سوسيالو، أ 1,638 كيلومتر مربع (632 ميل2) قطعة من الأرض في فنلندا محاطة ببحيرات فردية (كالافيسي، وسوففاسيزي، وكيرماجارفي، ورووكوفيسي، وهاوكيفسي، وأونوكا) المتصلة بجداول وأنهار – بدلاً من الجلوس داخل بحيرة فردية – تم اقتراحها في دراسة أجريت عام 1987 كجزيرة، بسبب كونه «محاطًا بالمياه» بشكل فعال.[4] يدحض علماء آخرون هذا الادعاء، [4] مشيرين إلى أن المياه المحيطة بسويسالو ليست على نفس المستوى، مع اختلافات في الارتفاع تصل إلى 6 متر (20 قدم) بين البحيرات المحيطة، ولا يفي بمعايير جزيرة حقيقية. [4]
- ساموسير 630 كيلومتر مربع (240 ميل2) في بحيرة توبا، إندونيسيا، هي شبه جزيرة محاطة بالمياه تقنيًا فقط لأن قناة تم بناؤها عبرها، مما يفصلها فعليًا عن البر الرئيسي. لهذا السبب، فهي ليست جزيرة بحيرة طبيعية.

### جزر بحيرة أخرى أكبر من80 كيلومتر مربع (31ميل2)
- جزيرة بيغ سيمبسون في بحيرة جريت سليف، كندا - 251 كيلومتر مربع (97 ميل2) [5]
- جزيرة بلانشيت في بحيرة جريت سليف، كندا - 240 كيلومتر مربع (93 ميل2) [3]
- جزيرة روبوندو في بحيرة فيكتوريا، تنزانيا - 237 كيلومتر مربع (92 ميل2) [3]
- جزيرة بوفوما في بحيرة فيكتوريا، أوغندا - 230 كيلومتر مربع (89 ميل2) [3]
- أكبر جزيرة في خزان سوباردينيو، البرازيل - 200 كيلومتر مربع (77 ميل2) [3]
- جزيرة جلوفر في بحيرة جراند، كندا - 191 كيلومتر مربع (74 ميل2) [3]
- جزيرة ميتشبيكوتين في بحيرة سوبيريور، كندا - 181 كيلومتر مربع (70 ميل2) [3]
- جزيرة بريبل في بحيرة جريت سليف، كندا - 179 كيلومتر مربع (69 ميل2) [3]
- جزيرة كوكبيرن في بحيرة هورون، كندا - 175 كيلومتر مربع (68 ميل2)
- هوريسالو في ليتفيسي، فنلندا - 174 كيلومتر مربع (67 ميل2) [6]
- بارتالانساري في هاباسيلكا، فنلندا - 170 كيلومتر مربع (66 ميل2) [6]
- جزيرة تيريزا في بحيرة أتلين، كندا - 159.35 كيلومتر مربع (61.53 ميل2)
- جزيرة هيكلا في بحيرة وينيبيغ، كندا - 151 كيلومتر مربع (58 ميل2)
- جزيرة بيفر في بحيرة ميشيغان، الولايات المتحدة - 144 كيلومتر مربع (56 ميل2)
- جزيرة السكر في بحيرة نيكوليه - بحيرة جورج، الولايات المتحدة - 130 كيلومتر مربع (50 ميل2)
- جزيرة وولف في بحيرة أونتاريو، كندا - 124 كيلومتر مربع (48 ميل2)
- فيلجاكانساري في هاباسيلكا، فنلندا - 115 كيلومتر مربع (44 ميل2)
- جزيرة الظباء في البحيرة المالحة الكبرى، الولايات المتحدة - 110 كيلومتر مربع (42 ميل2)
- الجزيرة السوداء في بحيرة وينيبيغ، كندا - 105 كيلومتر مربع (41 ميل2)
- سيلايون في مالارين، السويد - 91 كيلومتر مربع (35 ميل2)
- جزيرة بوا بلانك في بحيرة هورون، الولايات المتحدة - 88 كيلومتر مربع (34 ميل2)
- جزيرة غراند آيل في بحيرة شامبلين، الولايات المتحدة - 81.9 كيلومتر مربع (31.6 ميل2)
- جزيرة أوكارا في بحيرة فيكتوريا، تنزانيا - 81 كيلومتر مربع (31 ميل2)

### الجزر داخل البحيرات بشكل متكرر
- أكبر بحيرة في الجزيرة هي بحيرة نيتلينج في جزيرة بافن، كندا - 5,542 كيلومتر مربع (2,140 ميل2).[7]
- أكبر جزيرة في البحيرة هي جزيرة مانيتولين في بحيرة هورون، كندا - 2,766 كيلومتر مربع (1,068 ميل2) . [7]
- أكبر جزيرة في بحيرة في الجزيرة هي ساموسير (شبه جزيرة «محاطة بالمياه» تقنيًا فقط بسبب بناء قناة ضيقة عبرها) في داناو توبا في سومطرة - 630 كيلومتر مربع (240 ميل2) . [7]
- أكبر بحيرة في جزيرة في بحيرة هي بحيرة مانيتو في جزيرة مانيتولين في بحيرة هورون - 104 كيلومتر مربع (40 ميل2) . [7]
- أكبر بحيرة في جزيرة في بحيرة في الجزيرة هي بحيرة مجهولة الاسم، تبلغ مساحتها حوالي 375 أكر (152 ها) في66°23′13″N 69°38′42″W / 66.387°N 69.645°W على جزيرة مجهولة في بحيرة نيتلينج في جزيرة بافن، كندا.
- أكبر جزيرة في بحيرة على جزيرة في بحيرة هي بحيرة الكنز في بحيرة مينديمويا في جزيرة مانيتولين في بحيرة هورون. [7]
- أكبر جزيرة في بحيرة على جزيرة في بحيرة في جزيرة هي جزيرة مجهولة الاسم، تبلغ مساحتها حوالي 10 أكر (4.0 ها) في66°41′13″N 70°28′44″W / 66.687°N 70.479°W، تقع داخل بحيرة نيتلينج في جزيرة بافين، كندا.

### أنظمة الجزر البارزة وجزر البحيرة السابقة

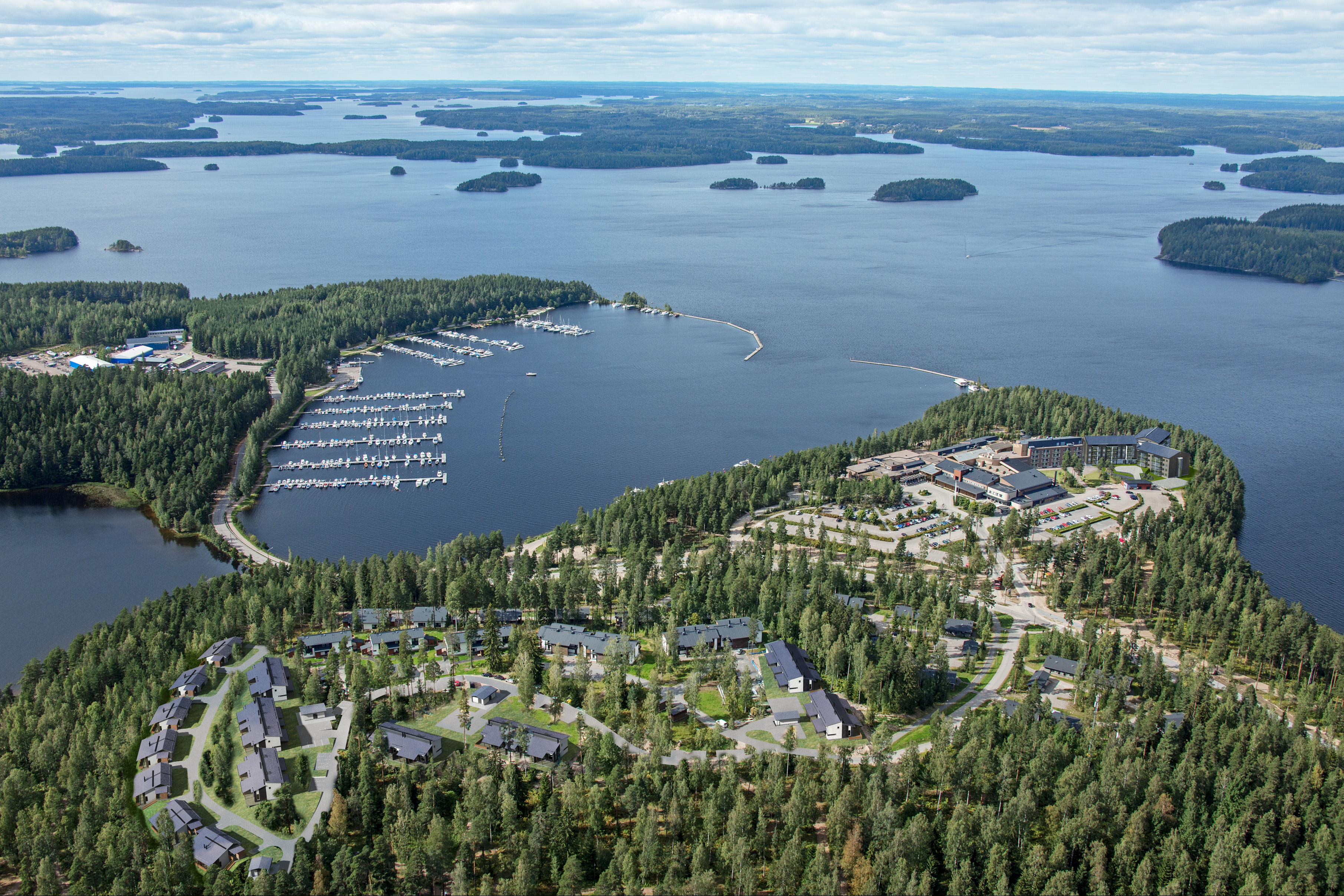
بحيرة سايما مع العديد من جزر البحيرات في فنلندا

- جزيرة فوزروزدينيا في بحر آرال، في دولتى كازاخستان وأوزبكستان - 2,300 كيلومتر مربع (890 ميل2) . [8] كانت في الأصل 200 كيلومتر مربع (77 ميل2)، نمت الجزيرة بسرعة من الستينيات حتى منتصف عام 2001، حيث تسبب تقلص بحر آرال في انحسار المياه عن الأرض المحيطة بالجزيرة الأصلية، حتى اللحظة التي تسببت فيها نفس العملية في توصيل الجزيرة الموسعة بالجزيرة البر الرئيسى. بحلول عام 2014، أصبحت الجزيرة التي كانت في السابق مجرد جزء من صحراء آرالكوم الواسعة.
- سامينجينسالو في سايما، فنلندا - 1,069 كيلومتر مربع (413 ميل2) . يُشار أحيانًا إلى سايما باسم «نظام البحيرة»، وتحيط سامينجينسالو بثلاث بحيرات مسماة منفصلة (هاوكيفيسكي وبوروفيسي وبيلاجافيسي) الموجودة على نفس المستوى، وبواسطة قناة اصطناعية، قناة رايكون، تم بناؤها في خمسينيات القرن الثامن عشر. نظرًا لأنه لا يتم فصلها إلا عن طريق قناة، فمن الممكن مناقشة ما إذا كان يمكن اعتبار سامينجينسالو جزيرة.
- بحيرة بامفوتيدا، بجوار مدينة يوانينا، اليونان - 19.4 كيلومتر مربع (7.5 ميل2) جزيرة بها قرية. اسم القرية هو «نيسوس» وهي الكلمة اليونانية للجزيرة. يبلغ عدد سكان القرية 219 مقيم دائم حسب تعداد 2011.[9] حجم الجزيرة 0.52 كيلومتر مربع (0.20 ميل2) .

### جزر في بحيرات صناعية
- جزر بحيرة أرجيل، حوالي سبعين جزيرة في بحيرة أرجيل، أستراليا